# Carlos Segarra
Carlos Segarra Sánchez (Barcelona, 6 de agosto de 1961) es un cantante, guitarrista y compositor español de rock and roll.

## Biografía
Es el líder de la banda rockabilly Los Rebeldes, que forma junto a amigos como Aurelio Morata, Dani Nel·lo y Moisés Sorolla entre otros. También tiene una banda llamada Carlos Segarra Rock n' Roll Club. Está considerado como uno de los más emblemáticos y pioneros del movimiento rockabilly español.
A finales de los setenta, formó su primer grupo junto a Loquillo, al que llamaron Teddy Loquillo y sus Amigos y que tuvo escaso éxito, por lo que decidieron montar sus propias bandas por separado. En ese tiempo Carlos firmó otro grupo llamado Chocopolvo también de escaso éxito. Poco después, Kaki, el actual líder de los teddy-boys barceloneses, lo ayudó a actuar en locales como L'Angelot o Trabanqueta, donde interpretó versiones de los clásicos del rock n' roll. El despliegue rockabilly de finales de los setenta en Barcelona contribuyó a su aprendizaje. En L'Angelot entró a formar parte, en 1978 de "Correo Viejo" a la voz y el bajo, un grupo formado por otros de los músicos que actuaban allí, con Joe Luciano (voz y guitarra), Pedro Martínez (guitarra y voz) y "Bolas" (batería), a quienes se añadiría luego Pete Ernest (guitarra lead).
En 1979 fundó la banda Los Rebeldes y en 1980, junto a Moisés Sorolla y Aurelio Morata, creó la mítica formación con la que se dio a conocer en el país. Su aparición en el programa de televisión La edad de oro causó sensación en plena movida madrileña.
Ha tenido varias colaboraciones con grandes cantantes como Jaime Urrutia (Agua de Valencia), El Canto del loco (Mediterráneo), etc.
En 2013 intervino en el musical Escuela de calor sobre canciones de la movida madrileña.